# Bataille de La Pellerine
Chouannerie
Batailles
La bataille de la Pellerine se déroule en janvier 1796, pendant la Chouannerie.

## Prélude
Dans ses mémoires, l'officier royaliste Toussaint du Breil de Pontbriand indique que le combat se déroule en février 1796, cependant celui-ci se tient en réalité en janvier, quelque temps après la bataille de Romagné,. Ce jour-là, une colonne républicaine sortie d'Ernée et en route pour Fougères tombe dans une embuscade tendue par les chouans aux buttes de La Pellerine,,.

## Forces en présence
Selon Pontbriand, la colonne républicaine est forte de 800 hommes qui n'ont alors jamais combattu dans l'Ouest,,. Du côté des royalistes, Auguste Hay de Bonteville est alors à la tête d'une troupe de 900 chouans de la division de Fougères, renforcée par la compagnie des chevaliers catholiques,,.

## Déroulement
Selon le récit de Pontbriand, le combat s'engage à 10 heures du matin,,. L'avant garde républicaine découvre l'embuscade et bat en retraite,,. Les républicains se déploient alors en colonne et attaquent les chouans retranchés derrière des fossés,,. Les chouans ouvrent le feu, mais les républicains s'obstinent à franchir les fossés et des combats au corps-à-corps s'engagent sur plusieurs points,,. Le combat tourne finalement à l'avantage des royalistes lorsque sur leur aile droite, René Augustin de Chalus, à la tête des chevaliers catholiques et de deux compagnies d'élite, prend les républicains de flanc,,. Ces derniers commencent alors à reculer et Bonteville lance une attaque générale qui les met en déroute,,. Les républicains prennent la fuite et sont poursuivis jusqu'aux abords d'Ernée,,.

## Pertes
Dans ses mémoires, Toussaint du Breil de Pontbriand affirme que seulement une trentaine de républicains sont tués dans l'embuscade, mais que 400 périssent dans la déroute, dont le chef du bataillon,. Cependant, il s'agit probablement d'une exagération. Du côté des royalistes, Pontbriand indique que les pertes des chouans sont de 10 morts et 22 blessés,.